# 프라가 전투
프라가 전투 혹은 1794년의 바르샤바 전투는 러시아군이 1794년에 벌어진 코시치우슈코 반란(Kościuszko Uprising) 때 바르샤바의 동쪽 교외 대부분을 차지하는 프라가를 공격한 사건이다. 이 전투가 있은 후 프라가의 시민들은 러시아군에게 학살당했으며, 이는 프라가의 대량 학살(Massacre of Praga)이라는 이름으로 알려져 있다.

## 전투 전야
마치에요비체 전투(Battle of Maciejowice)에서 러시아에 대한 봉기를 주도한 타데우시 코시치우슈코(Tadeusz Kościuszko)가 러시아군에게 포로로 잡혔다. 이로 인해 발생한 바르샤바 내부의 권력투쟁과 시민들의 혼란으로 인해 방어를 담당한 사령관 유제프 아야크제크(Józef Zajączek)는 도시의 동쪽과 서쪽의 방어를 강화하지 못했다. 한편 러시아군은 승세를 몰아 바르샤바를 공략하기 위한 길을 나섰다.

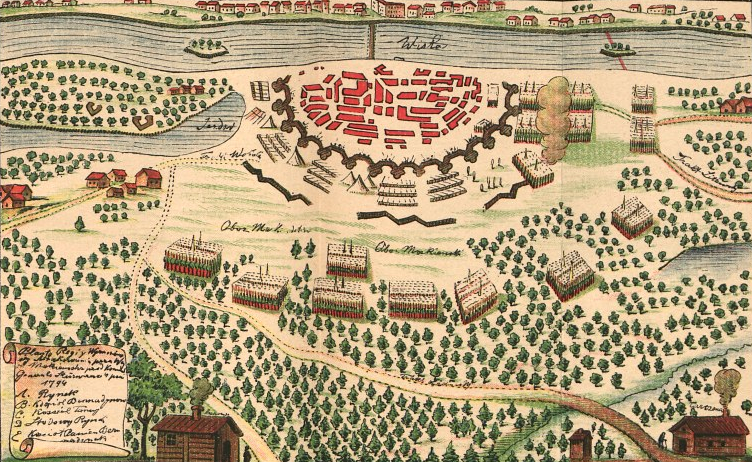
러시아군이 급습한 프라가의 모습

## 양군의 전력
러시아군은 알렉산드르 수보로프(Aleksandr Suvorov)와 이반 페르젠(Ivan Fersen)이 지휘하는 두개의 정예군단으로 이루어져 있었다. 알렉산데르 수보로프가 지휘하는 군단은 러시아-투르크 전쟁에도 참여하고 폴레시아(Polesia)에서도 격전을 벌였으며, 마치에요비체 전투에서도 활약을 펼친 부대였다. 이반 페르젠 휘하의 부대는 폴란드에서 몇 개월 동안 주둔해 있었으나 러시아로부터 도착한 기운이 넘치는 병사들이 새로이 합류한 상태였다. 이들 군단은 각각 11,000명 정도로 구성되어 있었다.
폴란드군은 다양한 부대로 구성되어 있었다. 마치에요비체 전투에서 패주한 코시치우슈코 휘하 부대의 잔여병력 이외에도 바르샤바, 프라가, 빌뉴스(Vilnius)에서 몰려온 훈련받지 않은 의용병들과 베레크 조셀레비스(Berek Joselewicz) 휘하의 500명의 유대인 연대, 그리고 많은 시민들과 큰 낫(scythemen)을 든 농민들로 이루어져 있었다. 이들 부대는 세 개의 다른 전열을 이루었는데, 이들은 각각 프라가의 다른 부분의 방어를 맡았다. 중앙 지역은 유제프 아야크제크 장군이 지휘를 맡았고, 북쪽은 야코프 야신스키(Jakub Jasiński)가 남쪽은 블라디슬라브 야블로노브스키(Władysław Jabłonowski)가 맡았다. 이들을 통틀어 폴란드 군의 전력은 20,000명이 되지 않았다.

## 전투
러시아군은 1794년 11월 3일 바르샤바 교외에 도착했다. 도착하자마자 러시아군은 폴란드군의 방어선에 포격을 가했다. 이는 폴란드 장군으로 하여금 러시아군이 장기 공선전을 계획하고 있다는 생각을 품게 하였다. 그러나 수보로프는 빠르고 집중된 돌격을 폴란드 방어선에 가해 장기간의 공성전으로 인한 피해를 줄일 요량이었다.
11월 4일 오전 3시경 러시아군은 조용히 폴란드군의 요새 가장자리 외각으로 이동하였고, 두 시간이 지나 전면돌격을 감행하였다. 폴란드의 방어부대는 러시아군의 이러한 움직임에 완벽하게 허를 찔렸고, 얼마 안가 전열이 무너지게 되었다. 폴란드의 각 부대는 소규모로 분열되어 고립된 상태로 저항을 계속했고, 러시아군의 산탄 포격(canister shots)으로 인해 궤멸적인 피해를 입었다. 아야크제크 장군도 이 와중에 심각한 부상을 입고 막사로 실려 갔으며 이로 인해 남은 부대를 지휘해줄 지휘관조차 사라져 버렸다. 아야크제크 장군의 전선이탈은 폴란드 군으로 하여금 프라가의 중앙이나 비스툴라강(Vistula)으로 후퇴하게 하였다.
격전은 4시간 가까이 계속되었고 결국 폴란드군의 완전한 패배로 끝났다. 요셀레비츠는 휘하의 장병들과 함께 싸우다 전사했고, 야신스키 역시 전사했다. 오직 일부 부대만이 포위를 피하고 다리를 통해 퇴각하는데 성공하였다. 이때 수백의 병사와 시민들이 다리를 건너는 와중에 다리가 붕괴하여 익사하였다.

## 대량 학살

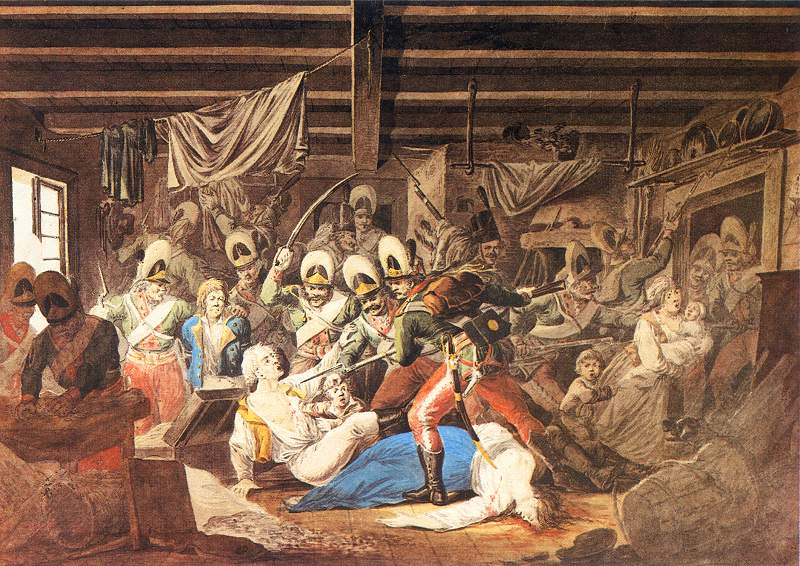
Rzeź Pragi (프라가의 학살) 알렉산드르 올로스키(Aleksander Orłowski), 1810년작

전투가 끝난 후 러시아군은 전투 전 수보로프에게 받은 명령을 어기고 바르샤바 외각에서 약탈과 방화를 벌이기 시작하였다.(러시아 병사들은 1794년 바르샤바 봉기 때 폴란드 인들이 바르샤바를 지키던 러시아 장병들 2,000명을 학살하고 구금한 것에 대한 복수라고 주장하였다.) 거의 전역이 약탈당하고 불탔으며 프라가의 거주자 대부분은 살해당했다. 이때 살해당한 사람들의 숫자는 불명확하나, 적어도 2만 명에 이를 것으로 추정되고 있다. 여자와 아이들도 용서없이 살해되었다. 수보로프는 훗날 다음과 같이 기록하였다. "프라가 전역에 시체들이 널부러졌고, 피가 강물을 이루었다." 통제가 되지 않았던 코사크 부대가 이 학살에 주도적인 역할을 했다는 비난을 받고 있다.

## 전투 이후
프라가에서 패한 이후 바르샤바의 방어사령관과 시민들은 저항의지가 꺾였다. 바르샤바의 운명 역시 프라가의 운명과 별반 다를 게 없다고 생각한 토마즈 바브르제키(Tomasz Wawrzecki)는 11월 5일 휘하의 잔여부대를 이끌고 남쪽으로 퇴각하기로 결심하였다. 바르샤바는 별다른 저항 없이 러시아의 손에 넘어갔다. 이때 러시아군 사령관 알렉산드르 수보로프는 예카테리나 대제에게 다음과 같은 세 글자로 된 보고서를 보냈다고 한다. 만세 - 프라가 - 수보로프(hurrah - Praga - Suvorov). 이에 대해 여제 역시 똑같은 간단한 편지를 보냈다고 한다. 축하하네, 야전원수, 예카테리나(Bravo Fieldmarshal, Catherine 캐서린은 예카테리나를 영국식으로 읽은 이름) 수보로프는 이 승리로 야전 원수가 되었다. 그러나 프라가의 학살은 수보로프와 러시아군의 명성을 떨어트렸다.